# Бернские фонтаны
Город Берн славится своими фонтанами. Наиболее известные фонтаны-скважины XVI века. В основном это работы из мастерской скульптора Ганса Гинга.
- Фонтан «Волынщик» (Pfeiferbrunnen)
- Фонтан «Стрелок» (Schützenbrunnen)
- Фонтан «Анна Зэйлер» (Anna-Seiler-Brunnen)
- Фонтан «Церингер» (Zähringerbrunnen)
- Фонтан «Знаменосец» (Vennerbrunnen)
- Фонтан «Самсон» (Simsonbrunnen)
- Фонтан «Юстиция»(Gerechtigkeitsbrunnen)
- Фонтан «Гонец» (Läuferbrunnen)
- Фонтан «Моисей» (Mosesbrunnen)
- Фонтан «Риффли» (Ryfflibrunnen)
- Фонтан «Пожиратель детей» (Kindlifresserbrunnen)

## История
Уже в 13 веке в Берне были различные скважины, фонтаны, источники и частные колодцы. Летопись города гласит, что люди уже в конце 14 века могли набрать воду из пяти фонтанов. Из этих пяти остался только Stettbrunnen (вечный фонтан) (С 1885 каменный). Когда говорится о прежних фонтанах, то подразумевается деревянные. Только в 1520 году в Берне был установлен первый каменный фонтан. Между 1542 и 1546 годами имеющиеся деревянные фонтаны были замены на каменные с типичными для Берна скульптурами, большая часть которых была создана фрайбургским скульптором Гансом Гингом. В это же время были созданы отряды для ремонта фонтанов и для обслуживания правопорядка возле фонтанов. Скважины XVI веков постоянно обновлялись, хорошо известна, к примеру, общая реконструкция всех фонтанов в период 1712-13 годов  и 1757 года.
В XIX веке скважины посчитали барьером для движения и многие из них были перенесены в другие места и восстановлены в 1840 году в тогдашнем стиле с незначительным использованием непригодных материалов, таких как свинец, цемент. По случаю 700-летия города Берна в 1890-91 годах фонтаны тщательно отреставрировали. В 1896 году сапожник Генри Филлип  завещал своё состояние для обслуживания фонтанов в городе Берн, что и позволило укрепить общее обновление в 1925 году.
Столбы фонтанов были раньше окрашены скромно по вопросам ремонта. В настоящее время используется яркие цвета, чтобы сопротивляться воздействию погоды.

## Персонажи фонтанов

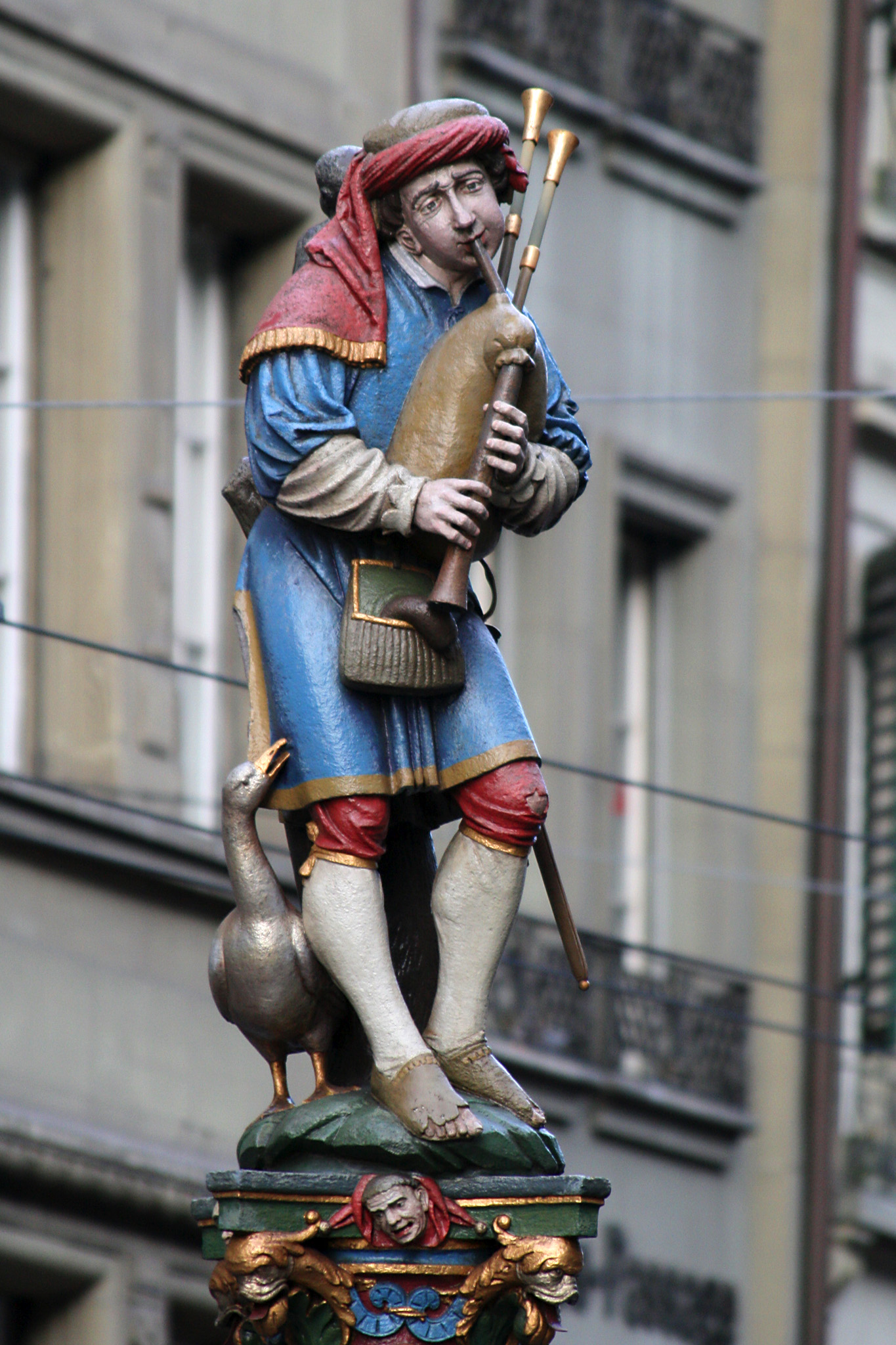
Волынщик
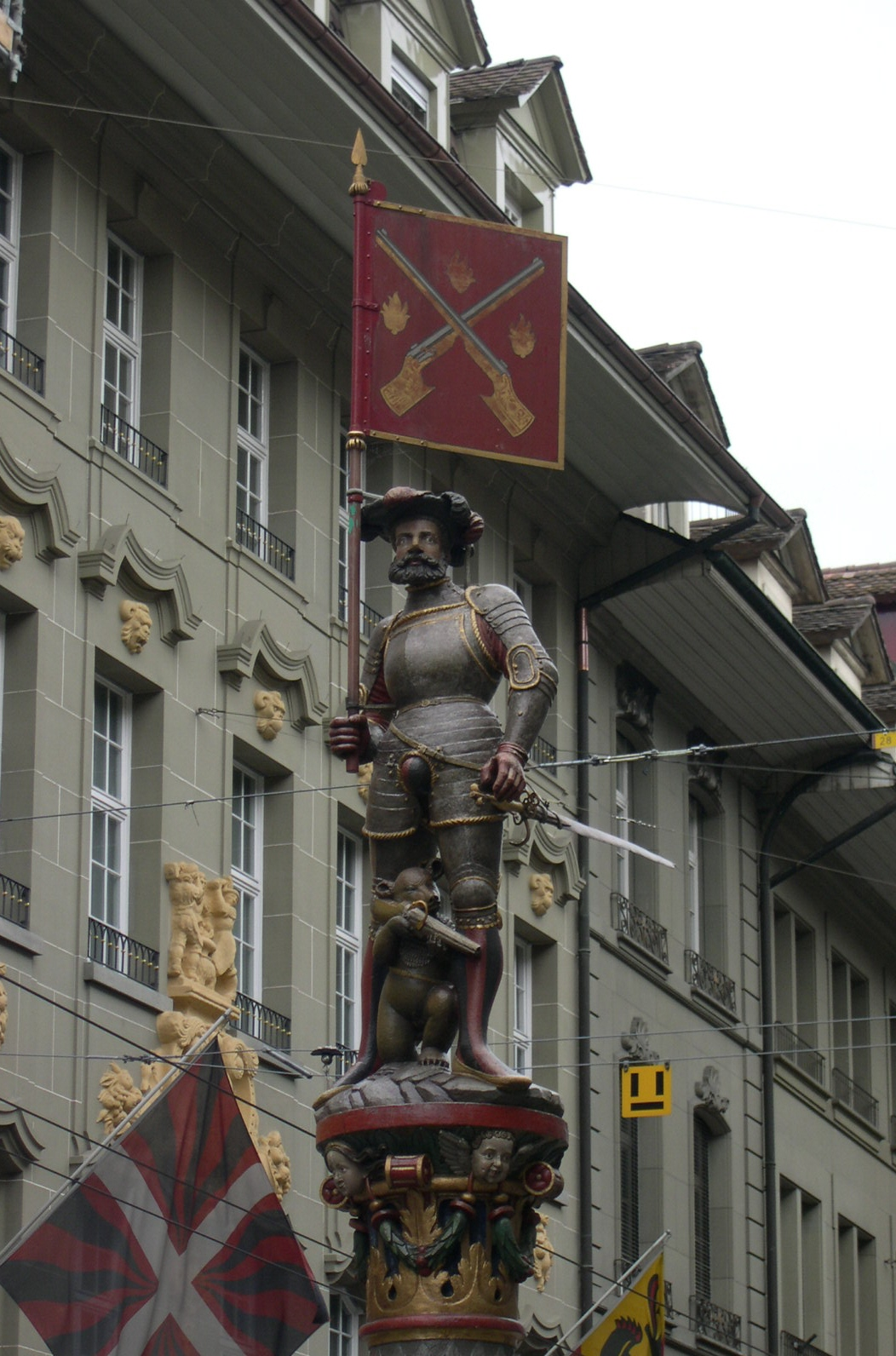
Стрелок
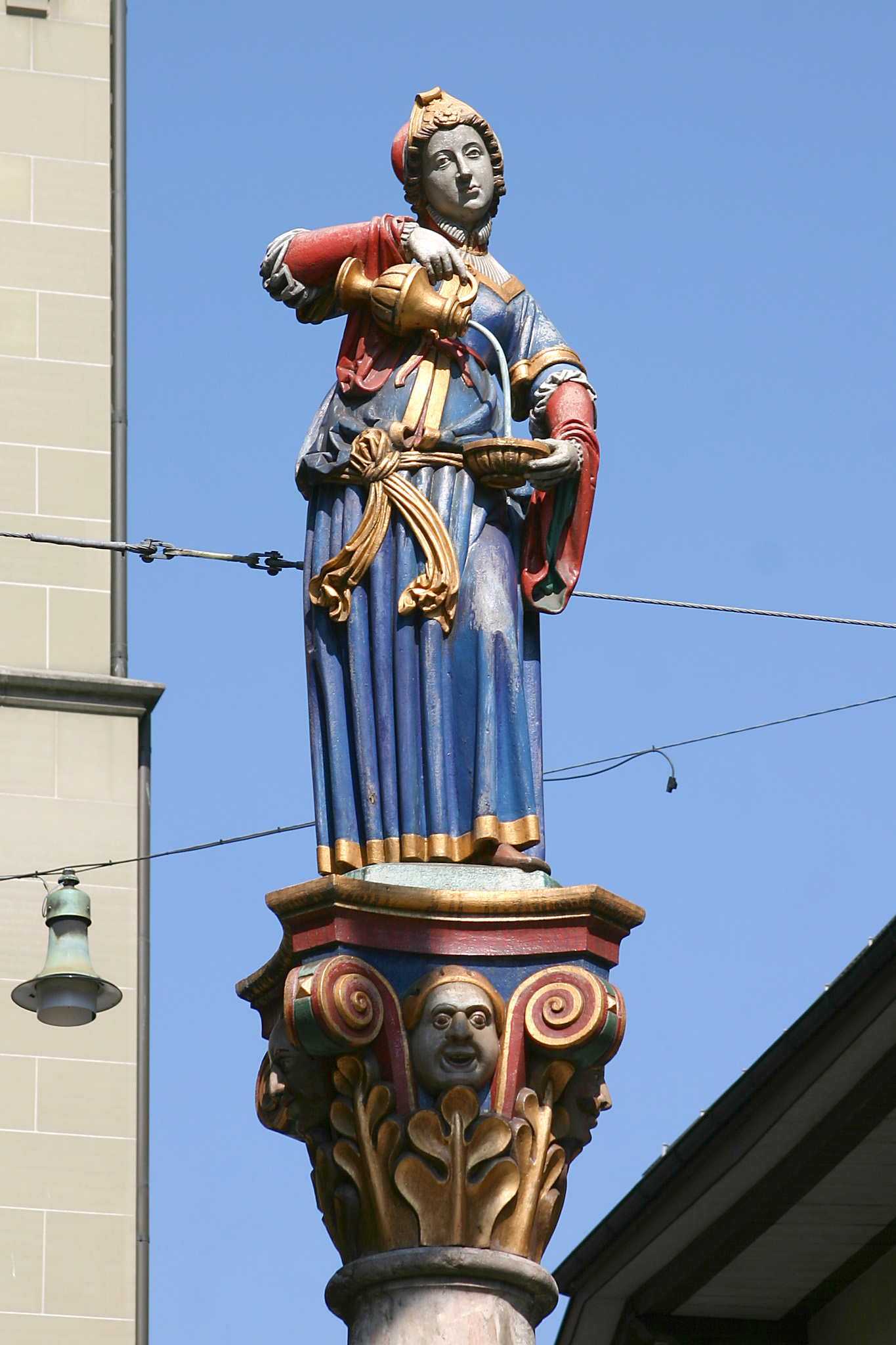
Анна Зайлер
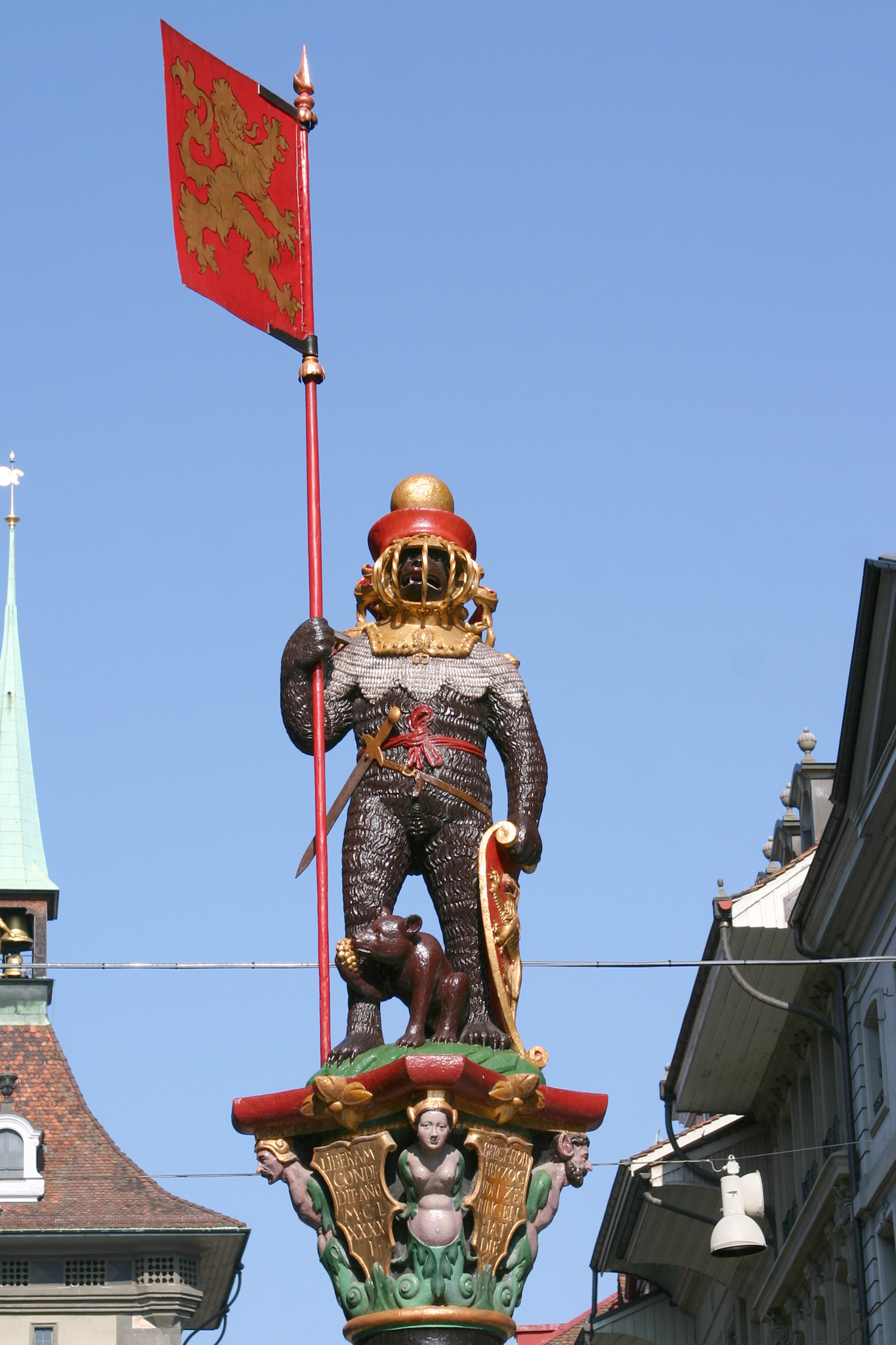
Церингер
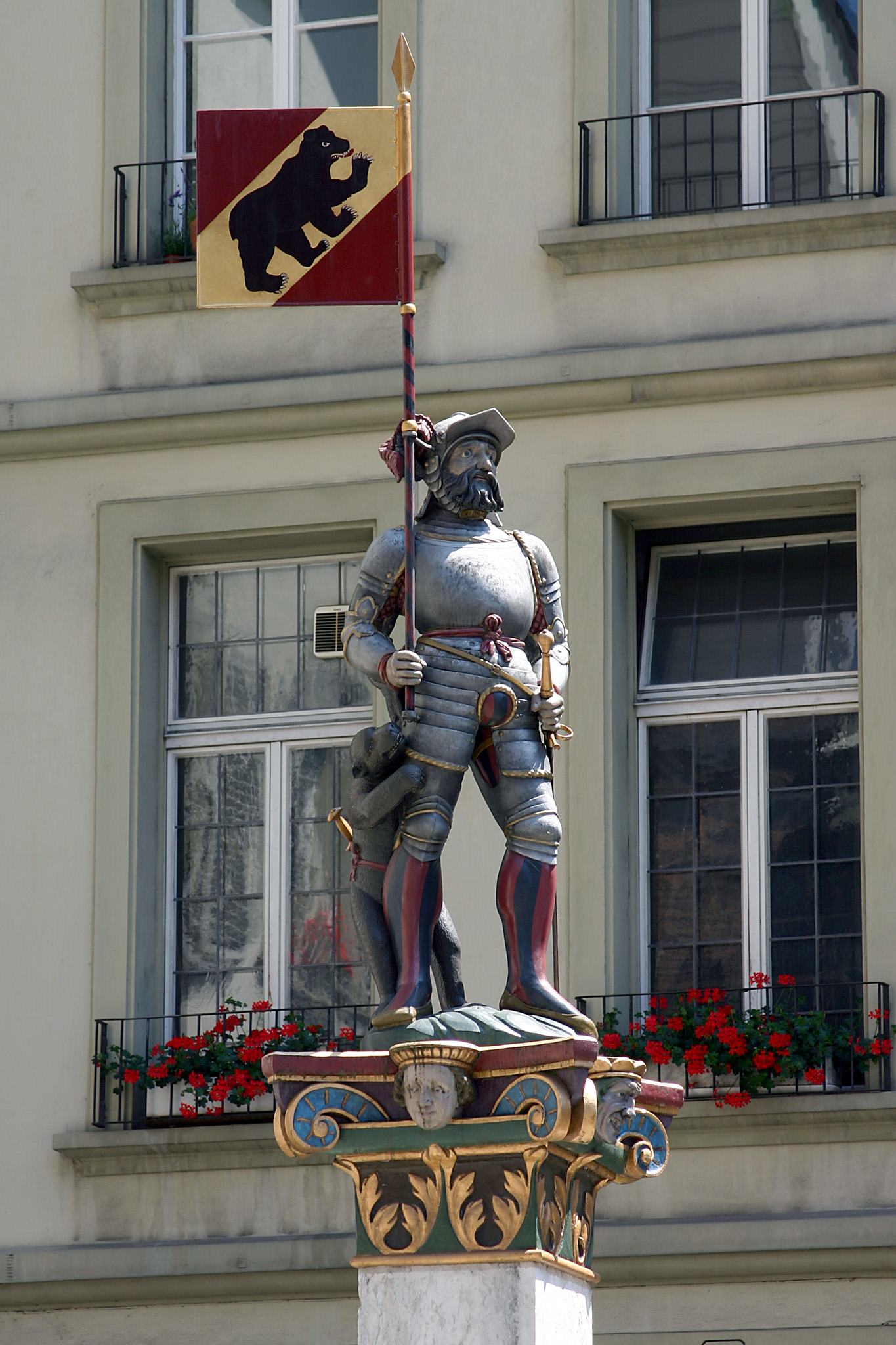
Знаменосец
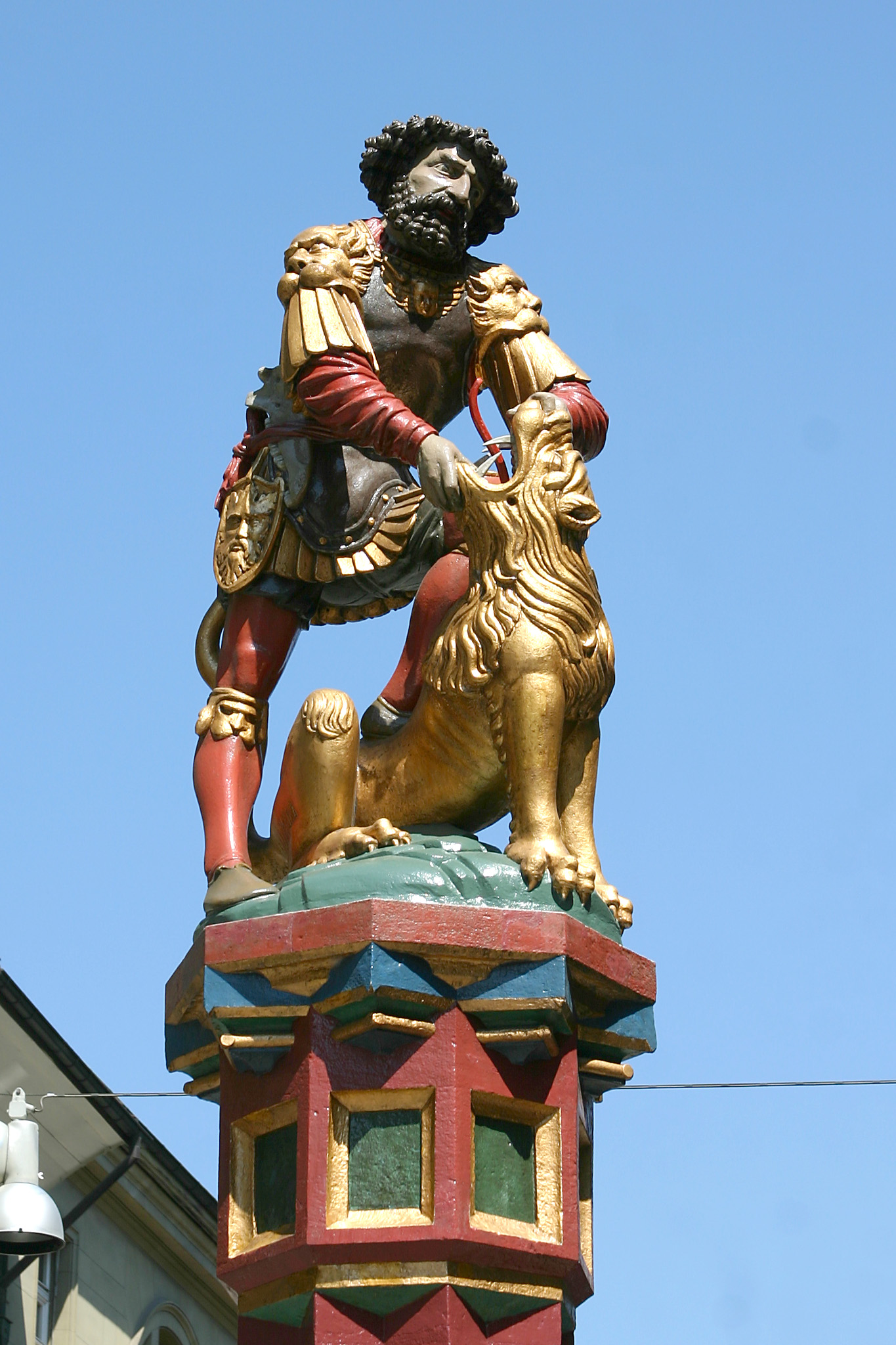
Самсон, разрывающий пасть льву
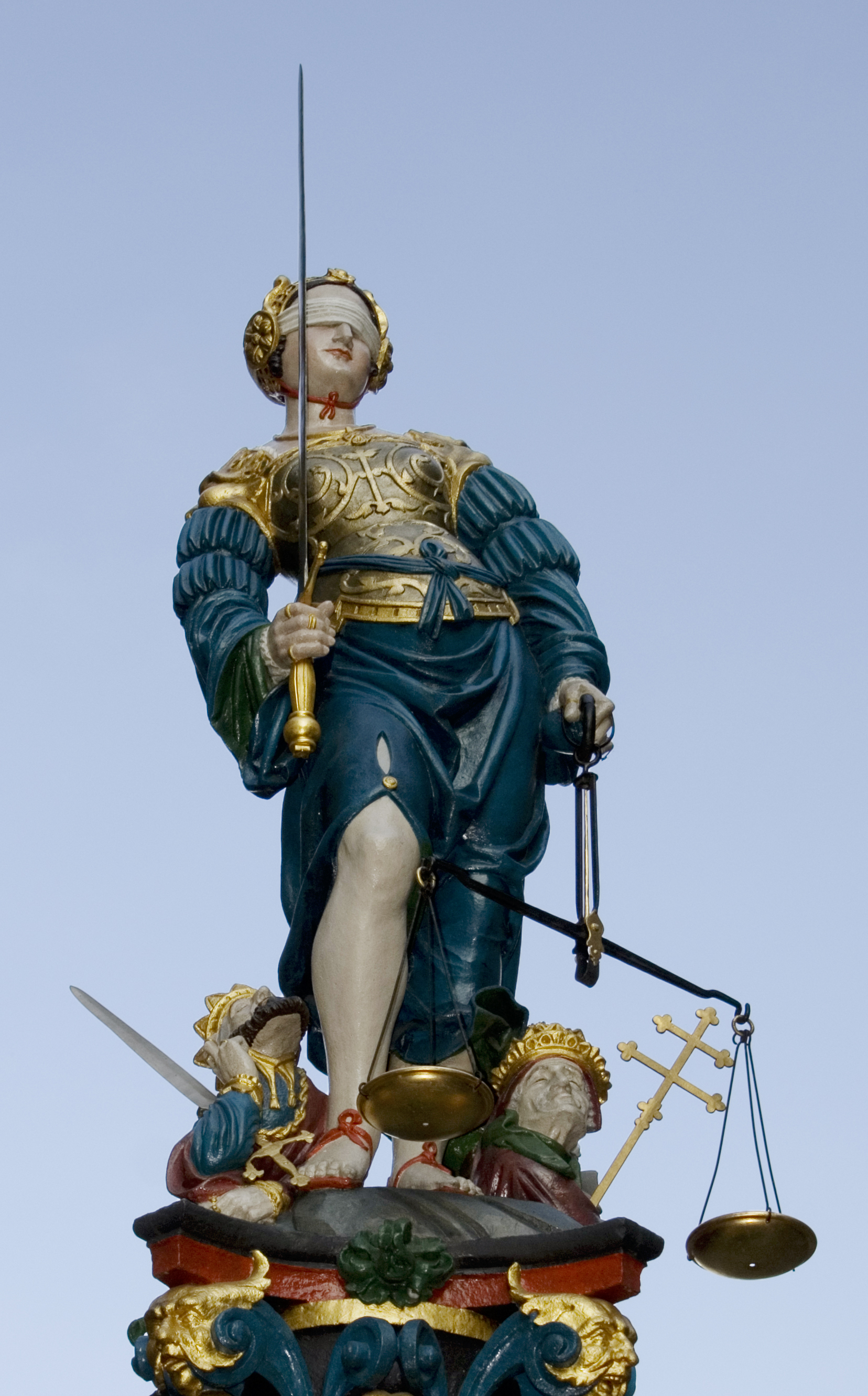
Юстиция
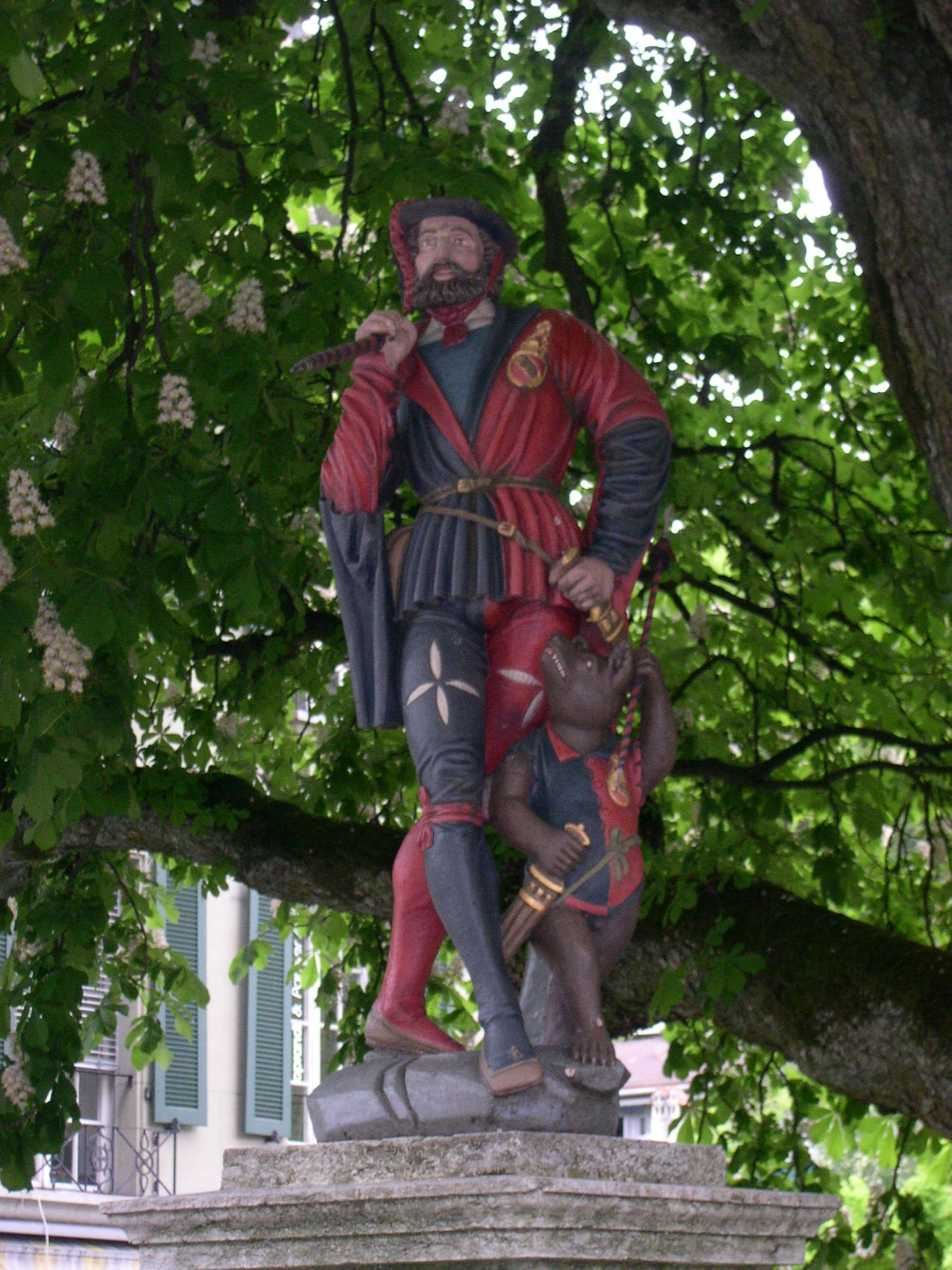
Гонец
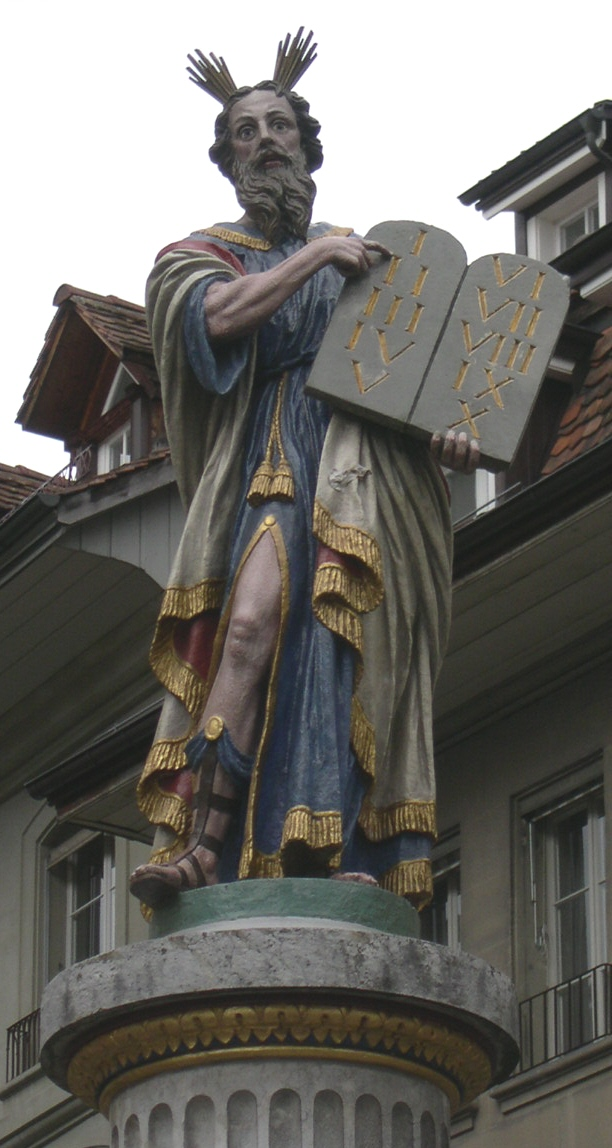
Моисей
Риффли
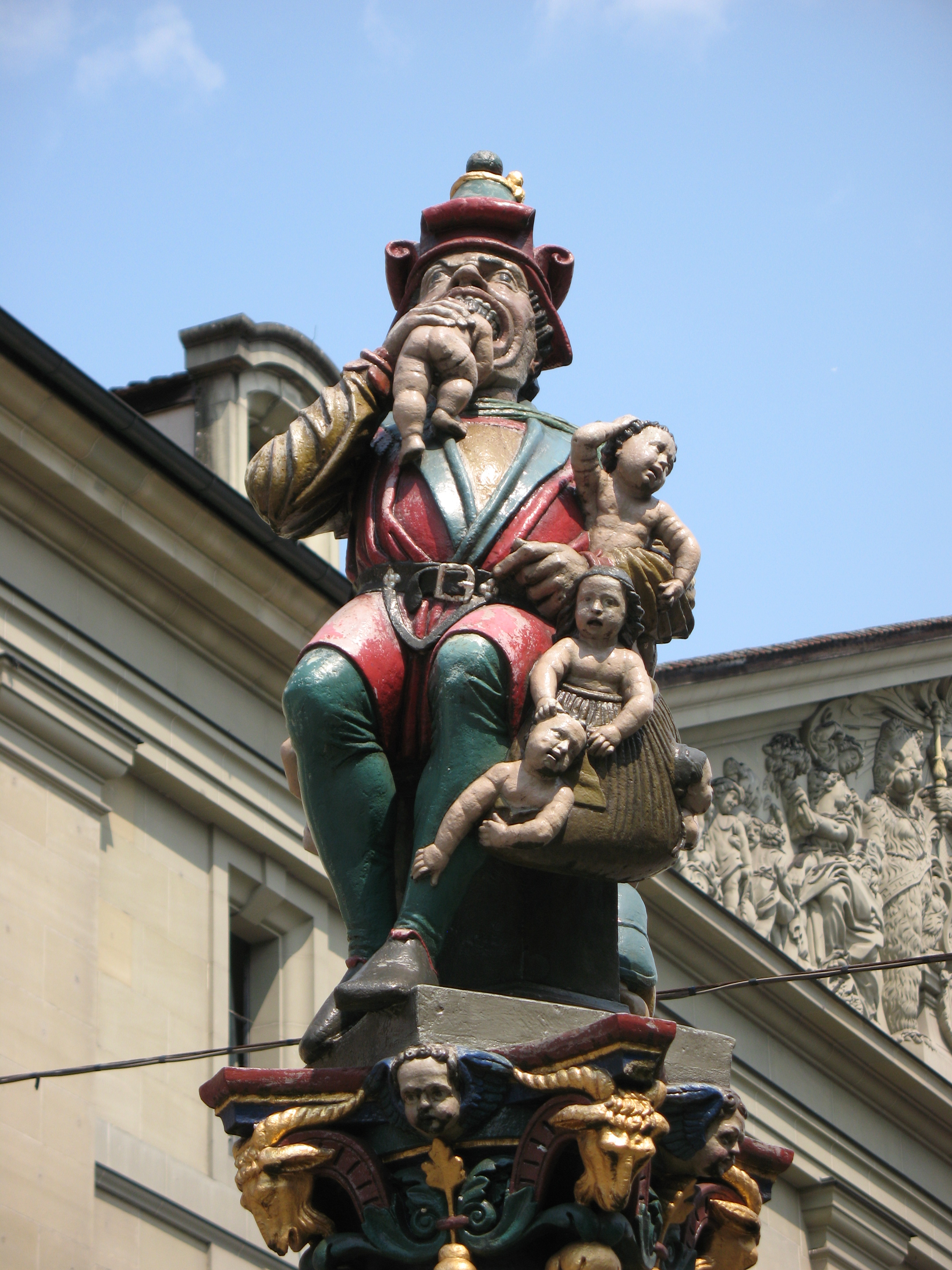
Пожиратель детей